# 京丸
京丸（きょうまる）は、静岡県内の地名である。浜松市天竜区春野町小俣京丸（おまたきょうまる）の西部にあたる。かつて、一部からは仙境視、秘境視され、伝承、風俗が民俗学者などの興味を引いた。享保年間に起きた洪水の際に、下流の石切村に流れ着いた椀が発見されるまでは、存在を知られていなかった隠れ里とされる。柳田國男や折口信夫も興味を持ち、折口信夫は実際に来訪し、村の藤原本家に宿泊して、実地調査を行った。

## 概略
石切川の水源をなす山中にあった。
住民は京都から世を避けて隠れ住んだ、藤原左衛門佐という者の子孫であるといい、全員が藤原姓であったが、これは山村の神人の家に例が多い。最後の住人であった藤原忠教が死去した後は無住集落となっている。
京丸という地名は京人が住むからであるという。
『掛川志』には、遠江奥山郷について「御料の地であつて、三年毎に上番をした、仕丁一人ありこれを京夫丸といふ」とあるので、一説に奥山郷に隣接する京丸は、京夫丸の転訛であるという。
貴人が隠棲した地であり、それは平家の残党であるとか、後醍醐天皇、あるいは宗良親王であるとかいい、応永年間の『浪合記』その他の記述からは、遠江、三河などの山地に伝わる尹良親王と関係があるという。
里おさの屋敷の結構、阿弥陀堂に伝わる親鸞上人筆と称される画像、葬式に僧侶がおらず阿弥陀の画像を導師とすること、などから仙境の地であるとされた。
葬式に阿弥陀の画像を導師とするのは、周智郡内の山村、三河、飛騨などでも行なわれた。
柳里恭『雲萍雑志』には、浜松から「十五里ほど山に入れば、遠江と信濃の国のさかひなる川そひの地に、京丸と呼ぶところあり、その地は他より人の行きかふべきところにもあらず、国の境に、藤の蔓もて長さ五六十間もあらんとおもふほどの桟をかけたり、その地は家わづかに四五軒ありて、農の業はすれども、常の食は米は聊かも食はで、稗にあづきをまじえて粮とす」とある。
西村白烏『煙霞綺談』には、ボタンについて「険阻なる山のはらに大木二本あり、遠く見渡すところ、一本は凡そ四囲、一本は二囲ほどにて、初夏に花を発く、其色白く径尺ばかりに見ゆる、外に類すべきものなく、牡丹なりしといへり、古しへ内裏の跡にて、其時の花壇なりと土俗いひ伝へり」とある。
文献としては、『遠江風土記伝』、『秉穂録』、『煙霞奇談』、『遠山奇談』、『東海道名所図会』、『遠山著聞集』、曲亭馬琴の『山牡丹』など諸書に言及、記述があるが、そのほとんどは伝聞である。

## 京丸牡丹伝説
遠州七不思議の１つとして「京丸牡丹」という物語がある。
昔、村に迷いこんだ若者と、村の娘が恋に落ちた。が、村には里人以外と婚姻してはならないという掟があり、悲嘆した二人は大きなボタン（牡丹）に変じたのだという。
そのボタンが咲くときは遠方からこれを認めることができ、落花が渓流を流れて来るという。
ボタンは文献によってその花の色は異なり、また、7年、10年、また60年毎に咲くともいう。
京丸集落の住人であった藤原忠教は大正２年頃、この巨大牡丹を見たと証言しているが、現地住民の間では一種のシャクナゲを誤認したのであろうといわれている。

## 沿革
- 明治初年の時点では、幕府領の小俣京丸村の一部であった。
- 1889年（明治22年）4月1日 - 町村制の施行により、小俣京丸村を含む5村が合併し、周智郡気多村が成立。
- 1957年（昭和32年）8月1日 - 周智郡春野町と気多村が合併し、春野町となる。
- 2005年（平成17年）7月1日 - 春野町が浜松市に編入。

### 人口の変遷
春野町小俣京丸の人口の推移
| 2005年（平成17年）7月31日  | 1人 | [ 8 ] |  |
| 2007年（平成19年）12月31日 | 0人 | [ 8 ] |  |

## その他

### 日本郵便
- 郵便番号 : 437-0608[2]（集配局：気多郵便局[9]）。

### 警察
町内の警察の管轄区域は以下の通りである。
| 番・番地等 | 警察署     | 交番・駐在所 |
| ---------- | ---------- | ------------ |
| 全域       | 天竜警察署 | 気田駐在所   |

## 周辺
春野町小俣京丸の東部には小俣集落の跡がある。
南は春野町石切に接する。